# Musikhochschule Münster

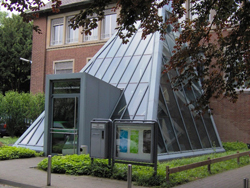
Musikhochschule Münster

Die 1972 gegründete Musikhochschule Münster als eine der fünf Musikhochschulen Nordrhein-Westfalens ist seit 2004 ein eigenständiger Fachbereich der Universität Münster in rechtlicher Verankerung einer Kunsthochschule.

## Geschichte
In Münster bestand seit 1959 ein „Konservatorium der Westfälischen Schule für Musik“. 1972 bis 1986 war die heutige Musikhochschule Münster als „Institut Münster“ Teil der Musikhochschule Westfalen-Lippe, von 1987 bis 2003 dann als „Abteilung Münster“ Teil der Hochschule für Musik Detmold. Seit dem 1. April 2004 bildet die Musikhochschule Münster den eigenständigen Fachbereich 15 innerhalb der Westfälischen Wilhelms-Universität Münster in der rechtlichen Verankerung einer Kunsthochschule.
Seit Oktober 2020 leitet Stephan Froleyks  als Dekan die Musikhochschule Münster. Zuvor von 2010 bis 2020 war Michael Keller und von 1995 bis 2010 der Gitarrist Reinbert Evers Dekan der Musikhochschule. Das Orchester der Musikhochschule Münster steht unter der Leitung von Christian Lorenz (Stand 2020).
Seit dem Wintersemester 2014/15 beherbergt der Kammermusiksaal der Musikhochschule 12 historische Hammerflügel (Sammlung Beetz), die für Studium und Konzerte zur Verfügung stehen.
Seit dem Wintersemester 2017/18 wurde auch das Institut für Musikpädagogik (Lehramtsausbildung) offiziell der Musikhochschule angegliedert und ist seitdem ebenfalls dem Fachbereich 15 der Westfälischen Wilhelms-Universität angehörig.

## Ausbildung
Im Oktober 2004 wurde eine zunächst zweijährige Probephase von drei Bachelor-Studiengängen eingeführt. Später kamen Master-Studiengänge hinzu.
Seit dem Wintersemester 2011/12 bietet die Musikhochschule Münster zwei vierjährige Bachelorstudiengänge an („Musik und Vermittlung“ sowie „Musik und Kreativität“). Daneben umfasst das Ausbildungsangebot zwei konsekutive, einjährige Masterstudiengänge, außerdem ein Zertifikatsstudienjahr, einen zweijährigen Zertifikatsstudiengang Konzertexamen sowie einen Promotionsstudiengang.

## Mit der Hochschule verbundene Personen

### Professoren / Lehrbeauftragte
- Götz Alsmann, Honorarprofessor für Popularmusik
- Ulrich Beetz, Senior-Professor für Kammermusik[6]
- Birgit Erichson, Dozentin und Honorarprofessorin für Kammermusik[7]
- Asya Fateyeva, Lehrauftrag für Saxophon
- Stephan Froleyks, Professur für Schlagzeug und Perkussion
- Konrad Hünteler, Professur für Flöteninstrumente (bis 2012)
- Christian Kappe, Lehrauftrag für Geschichte der Jazz- und Popularmusik
- Hermann Kreutz, Lehrauftrag für Chorleitung
- Gudula Rosa, Lehrauftrag für Blockflöte
- Thomas Schmitz, Lehrauftrag für Orgel
- Ulrich Schultheiss, Professur für Musiktheorie
- Altfrid Sicking, Lehrauftrag für Percussion
- Ilka Siedenburg, Professorin für Musikpädagogik
- Norbert Schläbitz, Professor für Musikpädagogik
- Helge Slaatto, Professur für Violine (bis 2018)
- Henning Verlage, Lehrauftrag für Keyboards und Musicproduction

### Ehemalige bekannte Studenten
- Cico Beck
- Mungonzazal Janshindulam
- Suyoen Kim
- Christoph Stegemann